# Torrecilla sobre Alesanco
Torrecilla sobre Alesanco est une commune de la communauté autonome de La Rioja, en Espagne.